# Raisen
Cet article possède un paronyme, voir Raisin (homonymie) et Raison (homonymie).
Raisen est une ville indienne située dans le district de Raisen dans l'État du Madhya Pradesh. Lors du recensement de  2001, sa population était de 35 553 habitants.

## Traduction
- (en) Cet article est partiellement ou en totalité issu de l’article de Wikipédia en anglais intitulé « Raisen » (voir la liste des auteurs).